# Antonio Gallego Burgos
Antonio Gallego Burgos (Barcelona, 2 d'octubre de 1975) és un polític i economista nascut a Catalunya, diputat al Congrés dels Diputats en la IX i X legislatures, diputat al Parlament de Catalunya en la XI legislatura i regidor a l'Ajuntament del Prat a la VI, VII, VIII, IX i X legislatures. El novembre de 2015 va deixar la política per motius de salut.

## Biografia
Llicenciat en economia i direcció d'empreses per la Universitat de Barcelona, ha estat portaveu del Partit Popular i regidor a l'Ajuntament del Prat de Llobregat des de les eleccions municipals espanyoles de 1999, així com portaveu al Consell Comarcal del Baix Llobregat (2003-2007) i diputat en la Diputació de Barcelona (2007-2008). Ha estat acusat de representar la línia del PP més dura amb la immigració, amb campanyes, declaracions i textos xenòfobs com Menys immigració il·legal i més aparcaments.
A les eleccions generals espanyoles de 2008 i 2011 fou elegit diputat per la circumscripció de Barcelona. Ha estat portaveu adjunt de la Comissió de Pressupostos del Congrés dels Diputats. i portaveu substitut de la Junta de Portaveus.
En 2013 fou objecte d'un escarni davant casa seva, raó per la qual intentà imputar a la membre de la Plataforma d'Afectats per la Hipoteca Avelina Poyatos pels delictes de calúmnies, injúries, amenaces, coaccions, manifestació il·lícita, desordres públics i delicte contra les institucions de l'Estat. Fou elegit diputat a les eleccions al Parlament de Catalunya de 2015.
A les Eleccions al Parlament de Catalunya de 2021 va resultar elegit com a segon de llista per Vox, però a l'octubre de 2022 es va donar de baixa del partit i el grup parlamentari i va quedar com a diputat no adscrit a cap grup.